# Sydlig karminbiätare
Sydlig karminbiätare (Merops nubicoides) är en fågel i familjen biätare inom ordningen praktfåglar.

## Utseende och läte
Sydlig karminbiätare är en stor och slank biätare med spektakulärt färgad fjäderdräkt i karmosinrött och blågrönt. Den har vidare svart näbb, lång och spetsig stjärt samt en svart ansiktsmask. Ungfågeln har kortare stjärt och är mattare i färgerna.  Liknande arten nordlig karminbiätare är blågrön på hakan och strupen, inte karminröd som sydlig karminbiätare.Lätena, "trik-trik-trik", är mer gutturala än biätarens.

## Utbredning och systematik
Fågeln häckar på akaciasavann i centrala och södra Afrika. Den har ett komplicerat tredelat flyttningsmönster. Arten häckar mellan 13° och 20°S i augusti och september, sprider sig därefter söderut december–mars, för att sedan flytta norr om häckningsområdet april–augusti. 
Arten behandlas som monotypisk, det vill säga att den inte delas in i några underarter. Tidigare behandlades den som en underart till nordlig karminbiätare.

## Levnadssätt
Sydlig karminbiätare häckar liksom många andra biätare i kolonier i sandbankar. Den kan samlas i stora flockar vid gräsbränder. Arten har specialiserat sig på stora flygande insekter, som trollsländor, fjärilar och vandringsgräshoppor.

## Status och hot
Arten har ett stort utbredningsområde, men tros minska i antal, dock inte tillräckligt kraftigt för att den ska betraktas som hotad. Internationella naturvårdsunionen IUCN listar arten som livskraftig (LC).

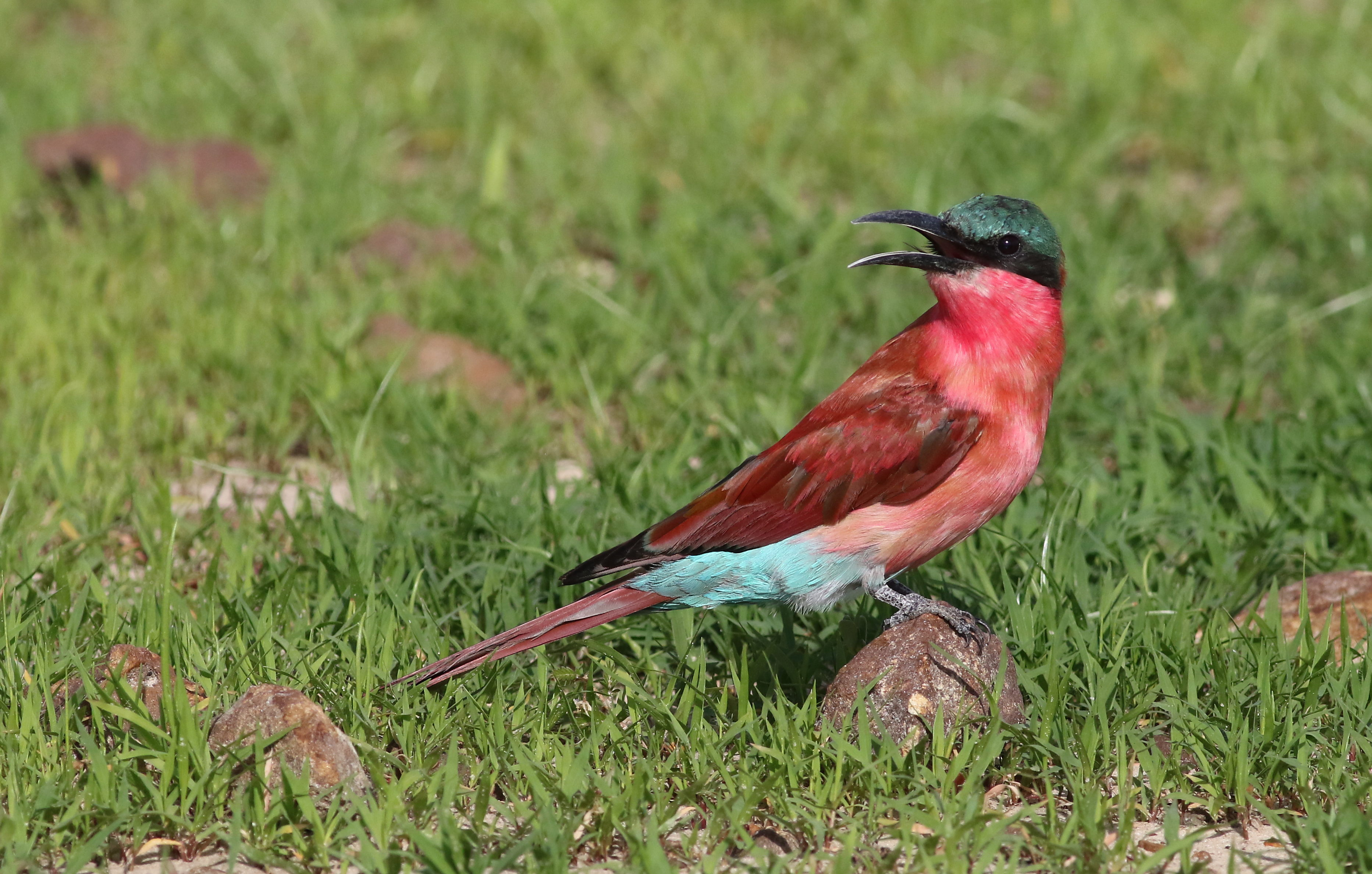